# Castello di Colomares

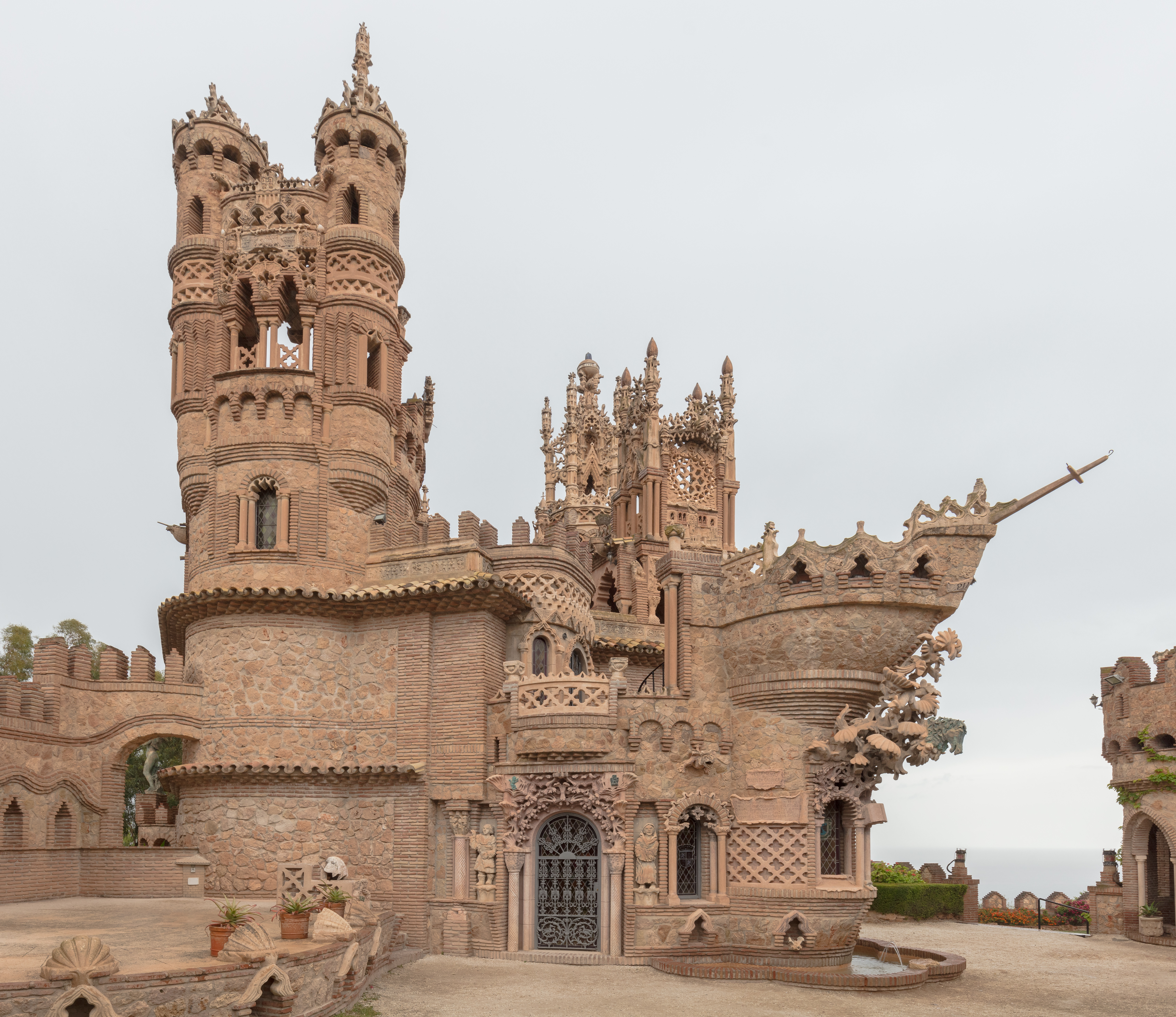

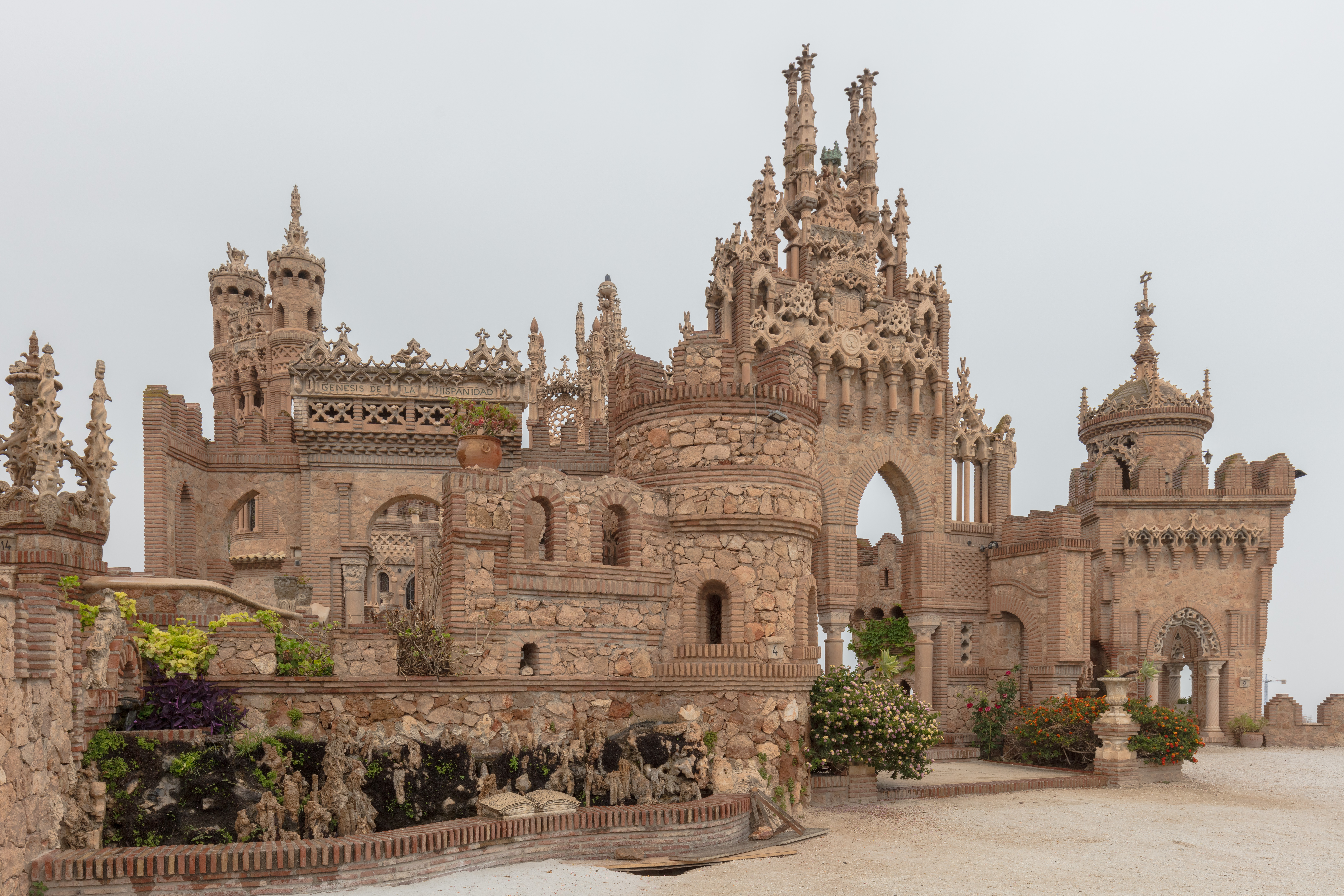

Il Castello di Colomares è un monumento spagnolo costruito tra il 1987 e il 1994. Sito a Benalmádena, nei pressi della Costa del Sol, nella provincia di Malaga, è dedicato a Cristoforo Colombo e alla scoperta dell'America. Offre prospettive mozzafiato sul Mar Mediterraneo e sulla collina su cui si erge.

## Caratteristiche
Le forme stravaganti dell'edificio, che non è un vero e proprio castello, si devono alla mescolanza di diversi stili architettonici mediterranei che hanno influito sulla cultura spagnola; tra i vari sono riconoscibili il Neogotico, il Neoromanico ed il Neobizantino. Opera di Esteban Martin, aiutato da due muratori del luogo, è costruito principalmente in pietra cemento e mattoni, circondato da giardini e ricco di vegetazione. Vi sono inoltre una miriade di simboli che rimandano al Cristianesimo, all'Ebraismo, all'Islamismo ed ai monarchi del Cattolicesimo.

## Curiosità
- Con i suoi 1500 metri quadri è il più grande monumento a Cristoforo Colombo, ma nel contempo la cappella che contiene (Dedicata a Santa Isabella d'Ungheria) è la più piccola al mondo, con un'estensione di 1,96 metri quadrati.
- Contiene una pagoda cinese, simbolo dell'idea di Colombo di raggiungere l'Asia Orientale, come nell'intento di Vespucci, che però sembra non si rese conto d'essere approdato in un mondo nuovo.